# Nuno Rodrigues dos Santos
Nuno Aires Rodrigues dos Santos ComL (Luanda, 13 de Março de 1910 – Lisboa, 5 de Abril de 1984) foi um político português. 

## Biografia
Filho de António da Cruz Rodrigues dos Santos e de sua mulher Maria José Gonçalves.
Foi um dos "republicanos históricos" mais prestigiados do Partido Social Democrata, tendo sido, durante a ditadura de Salazar, um opositor ao Estado Novo, com fortes convicções democráticas e humanistas. Membro conhecido do Grande Oriente Lusitano - Maçonaria Portuguesa. Iniciado em 1935 na Loja Magalhães Lima, de Lisboa, com o nome simbólico de "Danton", pertenceu durante a clandestinidade à Loja Liberdade, de Lisboa, onde alcançou o grau 30.
Deputado à Assembleia Constituinte em 1975. Deputado à Assembleia da República eleito em 1976, 1979, 1980 e 1983. Presidente da Comissão Política Nacional, eleito no X Congresso do PSD – Albufeira, Hotel Montechoro, 25, 26 e 27 Fevereiro de 1983, onde Pinto Balsemão é derrotado e a direcção do partido fica entregue a uma estrutura colegial, de que fazem parte Nuno Rodrigues dos Santos, Nascimento Rodrigues, Mota Pinto e Eurico de Melo.
Foi casado com Júlia Rodrigues de Brederode (Lisboa, Coração de Jesus, 24 de Maio de 1915 – ?), descendente dos Holandeses Barões de Brederode, e pai do jornalista e jurista Nuno Brederode dos Santos (1944–2017) e de Maria Emília Brederode Santos, casada com José Manuel de Medeiros Ferreira.
A 30 de junho de 1980, foi agraciado com o grau de Comendador da Ordem da Liberdade.